# La Vernelle
La Vernelle is een gemeente in het Franse departement Indre (regio Centre-Val de Loire) en telt 693 inwoners (1999). De plaats maakt deel uit van het arrondissement Châteauroux.

## Geografie
De oppervlakte van La Vernelle bedraagt 17,3 km², de bevolkingsdichtheid is 40,1 inwoners per km².
De onderstaande kaart toont de ligging van La Vernelle met de belangrijkste infrastructuur en aangrenzende gemeenten.

## Demografie
Onderstaande figuur toont het verloop van het inwonertal (bron: INSEE-tellingen).